# Зухра
Зухра́ (Зухара; азерб. Zöhrə) — позначення планети Венера в середньовічній ісламській літературі. У перекладі з арабської означає промениста або блискуча. В арабській (араб. الزهرة) та іранських мовах Венеру й надалі називають Зухрою (перс. زهره, тадж. Зӯҳра).

## В астрономії
Згідно з космогонічними уявленнями давніх арабів, існує сім небесних сфер, розташованих одна в іншій: перша — Місяць, друга — Утарид (Меркурій), третя — Зухра (Венера), четверта — Сонце, п'ята — Марріх/Бахрам (Марс), шоста — Муштарі (перс. مشتری: Юпітер) і сьома — Кайван (Сатурн). Зухру також називають Білою зіркою.

## У міфології
За переказами, Зухра колись була земною дівчиною небаченої краси, в яку закохалися ангели Харут і Марут. Проте дівчина не мала почуттів до ангелів і була благочестивою, тому вона лише удавала, що хоче відповісти їм взаємністю. В обмін на своє кохання вона дізналася від них таємне ім'я Бога і, вимовивши його, піднялася на небо, перехитрувавши ангелів. Потрапивши на небеса, Зухра не була скинута Богом, враженим її красою і благочестям. Він зробив її небесним світилом і зобов'язав грою на арфі скеровувати хор планет.